# Jerzy Markowski
Jerzy Markowski (ur. 6 października 1949 w Zabrzu) – polski polityk, inżynier górnik, sekretarz stanu w Ministerstwie Przemysłu i Handlu w latach 1995–1996, podsekretarz stanu w Ministerstwie Gospodarki w 1997, senator IV i V kadencji.

## Życiorys

### Wykształcenie i działalność zawodowa
W 1968 ukończył technikum górnicze i podjął pracę w kopalni, dochodząc przez kolejne szczeble do stanowiska dyrektora KWK Budryk. Był m.in. przez czternaście lat czynnym ratownikiem górniczym. W 1976 ukończył studia na Wydziale Górniczym Politechniki Śląskiej, na tej samej uczelni obronił w 1986 doktorat w zakresie nauk technicznych. Zajmował później stanowisko prezesa firmy transportowo-logistycznej.

### Działalność polityczna
Wieloletni członek PZPR, później należał do Socjaldemokracji RP. Od 1999 działa w Sojuszu Lewicy Demokratycznej. Od 20 marca 1995 do 31 grudnia 1996 pełnił funkcję sekretarza stanu w Ministerstwie Przemysłu i Handlu, od lipca 1995 jednocześnie był pełnomocnikiem rządu ds. realizacji restrukturyzacji górnictwa węgla kamiennego. Od stycznia do października 1997 był wiceministrem gospodarki w randze podsekretarza stanu.
W latach 1997–2005 przez dwie kadencje pełnił mandat senatora, w 1997 został wybrany w województwie katowickim, w 2001 wybrany w okręgu gliwickim. W Senacie V kadencji przewodniczył Komisji Gospodarki i Finansów Publicznych. W 2005, 2007 i 2011 bez powodzenia kandydował ponownie do Senatu.
W 2004, 2009 i 2014 bezskutecznie kandydował z listy SLD-UP w wyborach do Parlamentu Europejskiego. W 2023 wystartował kolejny raz do Senatu jako bezpartyjny kandydat z ramienia własnego komitetu, również nie uzyskując wówczas mandatu.

## Odznaczenia
W 1995 otrzymał Krzyż Kawalerski Orderu Odrodzenia Polski.

## Życie prywatne
Żonaty z Ewą, ma dwoje dzieci (Bartosza i Magdalenę).